# Hydnophora grandis
Hydnophora grandis is een rifkoralensoort uit de familie van de Merulinidae. De wetenschappelijke naam van de soort is voor het eerst geldig gepubliceerd in 1906 door Gardiner.